# Beatriz Segall
Beatriz Segall wł. Beatriz de Toledo (ur. 25 lipca 1926 w Rio de Janeiro, zm. 5 września 2018 w São Paulo) – brazylijska aktorka. Jednym z jej najbardziej znaczących dzieł jest rola Odete Roitman w telenoweli Vale Tudo (1988). Jest matką filmowca Sérgio Toledo.

## Filmografia
- 1968: Ana (TV) jako Mercedes
- 1970: Cléo i Daniel jako matka Cléo
- 1977: Do kwiatu skóry jako Isaura
- 1978: W rytmie disco (TV) jako Celina
- 1979: Ojciec bohater jako Norah Limeira
- 1981: Pixote: Prawo najsłabszych jako Widower
- 1983: Szampan (TV) jako Eunice
- 1987: Carmen jako Alzira
- 1988: Romans jako Cecília
- 1988: Za wszelką cenę jako Odete Roitman
- 1993: Złote marzenia jako Paula Candeias de Sá
- 1997: Zły anioł jako Clotilde 'Clo' Jordao
- 2001: Klon jako panna Brown
- 2002: W dół jako Dona Brites
- 2012: Obok siebie jako madame Besançon
- 2015: Doświadczeni jako Yolanda